# 大川ひとみ
大川 ひとみ（おおかわ ひとみ、1947年3月30日 - ）は日本のファッションデザイナーである。1970年、原宿で「MILK」を開業し、その後、一貫して原宿から若者向けのファッションを発信し続けている。1980年代にはDCブランドの大御所の一人として評価され、「MILK」のロマンティックで甘い装いはロリータ・ファッションの源流であり、ロリータ・ファッションに大きな影響を与えている。また藤原ヒロシ、高橋盾、NIGOの才能を発掘したことでも知られている。

## MILK開店まで

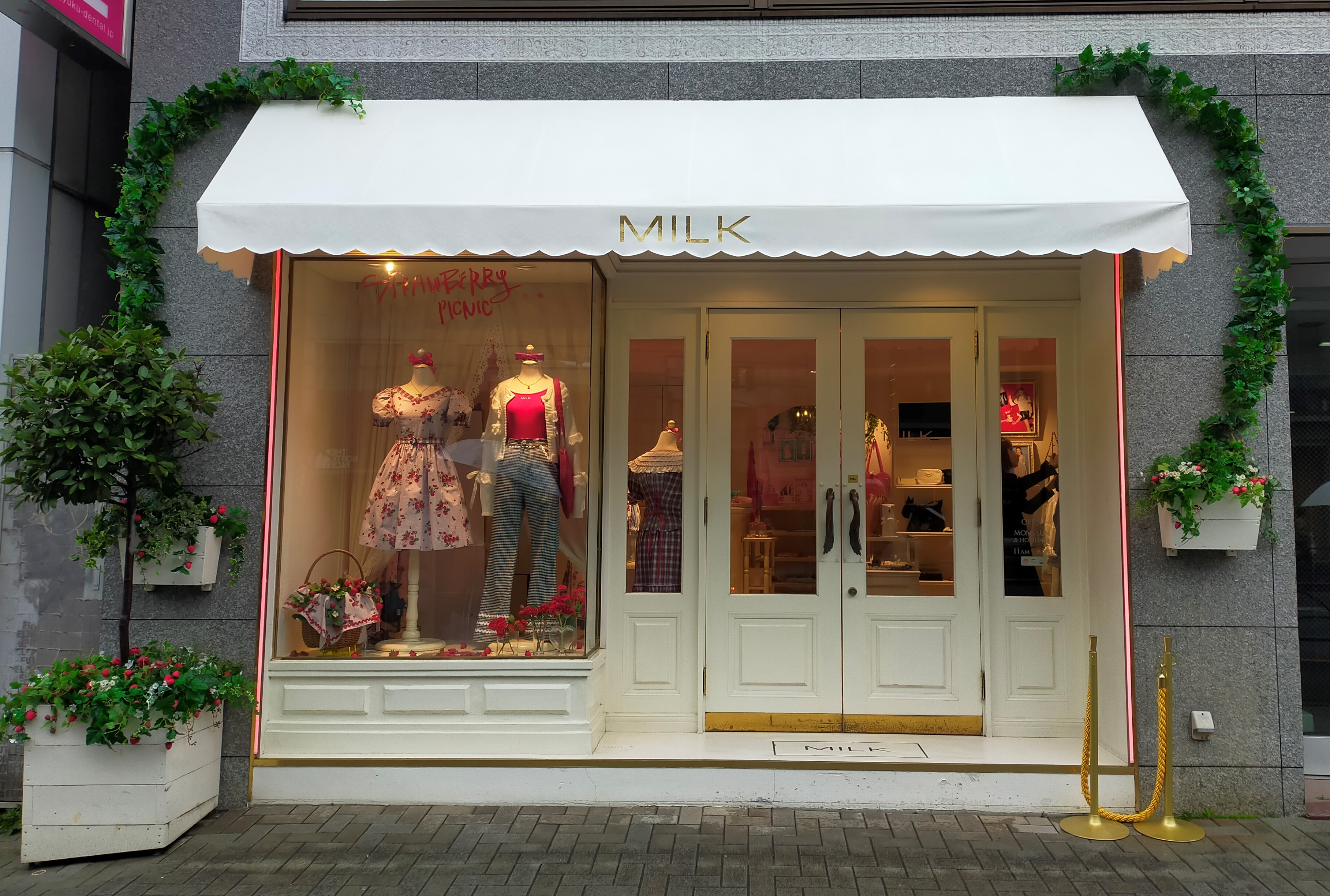
2023年の「MILK」原宿店

大川ひとみは1947年3月30日、兵庫県芦屋市に生まれた。本人によれば子どもの頃から絵を描くことと、おしゃれ好きの両親が購入していた「Harper's_Bazaar」、「VOGUE」などのファッション雑誌や写真集を読むのが好きであった。また小学校5年生の頃から「洋服屋さんになりたい」との夢を抱いていたというが、その原点は「人と違う何かになりたい」との思いであった。成安女子短期大学意匠科に入学後、写真部に所属して写真撮影や作品を制作していた。そして19歳の頃より「BAZZAR」や「VOGUE」といった雑誌や、立木義浩らが撮るファッション関連の写真の影響を受けて、ファッション写真に興味を持つようになった。
成安女子短期大学卒業後、原宿のセントラルアパート内にあったポッポというスナックで働いた後、1970年4月にやはりセントラルアパート内でMILKを開業する。セントラルアパートは1958年に建設された外国人用の賃貸アパートであったが、やがて浅井慎平、糸井重里らが事務所を構えるようになった。またセントラルアパートの1階にはクリエーターらのたまり場となった喫茶店のレオンがオープンした。もともと終戦後原宿に隣接する代々木に建設された、士官クラスの米軍宿舎であったワシントンハイツの影響もあり、原宿はアメリカナイズされた雰囲気を持つ街となっており、街の雰囲気に憧れた若者たちが集まっていた。その結果、原宿、とりわけセントラルアパートのレオンは新しい文化の発信地になっていく。
大川ひとみ本人によれば、「日本だったら、原宿が一番おしゃれかな」と思い、「素敵だったしかっこよかった」し「パワーも感じ」、「この場所で何かをすれば、絶対にかっこよくなるだろうな」との思いから原宿を選び、中でもセントラルアパート内にはおしゃれなデザインオフィスが並び、クリエーターたちが大勢集まるようになっていたため、「ここしかない！」と考えてセントラルアパート内での開業を決断した。しかし大川ひとみには十分な開業資金は無かった。「MILK」の開業を支援した不動産業者は、お金が無かったためやむを得ず、セントラルアパート内の軒下を借りるような形で狭い場所にレイアウトを工夫して、テントを張って店の開業に漕ぎつけたと述懐している。開業した「MILK」は間口が狭く店内でのすれ違いも困難で、奥行きは6～7メートルほどの小さく細長い店となった。

## MILKとMILK BOYのヒット
1960年代半ば以降、ファッション産業の小売部門は急成長を見せていた。そのような中で原宿や青山周辺ではマンションの一室を拠点としてデザイン、衣服の製作販売を行うマンションメーカーと呼ばれる形態の起業が相次いた。1960年代半ば以降、原宿や青山界隈のマンションメーカーとして起業したブランドには、大川ひとみの「MILK」の他、荒牧太郎の「マドモワゼル・ノンノン」、松田光弘の「ニコル」、川久保玲の「コム・デ・ギャルソン」などがある。「MILK」の開店時に原宿には「マドモワゼル・ノンノン」くらいしか無くて、「MILK」は原宿のマンションメーカーの草分け的存在であった。大川ひとみらマンションメーカーの創始者たちは、大手の既存のアパレルメーカーによる大量生産の既製服に対抗し、デザイナーの個性を生かした「常に新しい個性的な服作り」を目指していた。
「MILK」はコンセプトととして「少女の夢」を掲げ、かわいくロマンティックでありながら、どこか毒を含んだテイストの衣服を作っていく。「MILK」は若者たちから強い人気を獲得し、狭い店内は客でいつもごった返すようになった。スキンシップが取れるような店の狭さもまた若者たちの支持を集めた。
また当時のアイドルがレコードジャケットに載る衣装として「MILK」を採用したことがきっかけで、芸能人の衣装として使用されるようになった。1974年の時点で「MILK」を愛用していた芸能人には桜田淳子、南沙織の名があり。松本ちえこ、松田聖子、 松本伊代、伊藤つかさ、岡田有希子らも「MILK」の服を愛用していた。
大川ひとみは「MILK」のキュートなイメージが広まっていく中でメンズの服も作ってみたいと考え、1974年にメンズブランドの「MILK BOY」を始めた。「MILK BOY」もやはり郷ひろみ、西城秀樹、森進一、田原俊彦ら、芸能人が愛用するようになった。またデヴィッド・ボウイやジョン・レノンも「MILK BOY」に足を運んだ。なお1982年に「MILK BOY」は一時休業して、性別、年齢、季節などに縛られない自由な発想をコンセプトとしたプライベートブランド「OBSCURE DESIRE OF BOURGEOISIE」を始めるが、1986年になって「MILK BOY」を再開している。

## DCブランドとロリータ・ファッションへの流れの中で
1980年代に入り、「MILK」などのマンションメーカーの中から、デザイナーズ＆キャラクターブランド、いわゆるDCブランドへと発展していくメーカーが現れる。「MILK」はデザイナーを前面に押し出したデザイナーズの代表的なメーカーの一つとされた。折からの好景気を背景に、DCブランドは様々なスタイルに細分化されていく。そのような中で「MILK」はメルヘンティックかつキュートな装いを提案した。デザイン的にはフリルやレースを多用し、花柄がポイントとなるファッションである。そして「an・an」、「non-no」、「Olive」といったファッション雑誌がバラエディに富むDCブランドによる装いを提案すると、若者たちを中心としてDCブランドブームが巻き起こった。大川ひとみは三宅一生、山本耀司、川久保玲らと並んでDCブランドの大御所の一人とされるようになった。
また大川ひとみの「MILK」は、ロリータ・ファッションの源流であると評価されており、ロリータ・ファッションに多大な影響を与えている。まず「MILK」から始まったロマンティックな装いのブランドの世界観が深化していく中で、1980年代後半以降、ロリータ・ファッションへと発展していったと見なされている。また「MILK」からは「シャーリーテンプル」、「ジェーンマーブル」といったロリータ・ファッションのブランドが独立している。
そしてロリータ・ファッションとともに、「MILK」は単にかわいいばかりではなく、アナーキーさやミステリアスな感覚を兼ね備えた、いわゆる「原宿系」と呼ばれるファッションを代表するブランドとしての評価もある。

## 裏原系との繋がり
DCブランドブームはバブル景気崩壊後の1990年代にはその熱気もすっかり冷め、1990年代半ば頃からは、もともとは住宅街であった明治通りと表参道に挟まれた裏原宿と呼ばれる地域から、ストリート系のファッションがブームを迎えることになる。裏原系とも呼ばれるこのファッションは、1993年に高橋盾とNIGOが裏原宿に共同で「NOWHERE」を開店した頃から始まったとされている。その後、裏原宿にはストリート系のファッションを扱う店舗が相次いで開店していく。
裏原系の中核に位置していたのが藤原ヒロシであった。藤原は高校時代に大川ひとみと知り合い、毎日のように「MILK」のアトリエに顔を出していた。やがて藤原は「MILK」のファッションショーでDJを担当するようになる。大川ひとみは藤原ヒロシを通じて高橋盾、NIGOと知り合い、二人の才能を認め、服の製作場所を提供するなどして前述の「NOWHERE」の開店に際して援助を行った。その後、高橋盾、NIGOはともにファッションデザイナーとして大きな成功を収めることになる。

## 制作スタイルと原宿
大川ひとみは2005年に同一の素材で作られた犬と人間の衣類を扱う、犬も人間も楽しめることをコンセプトとした「DOG UNLEASHID BY MILK BOY」を始める。そして2017年には「LAND by MILKBOY」を立ち上げ、その後もファッションデザイナーの仕事を継続している。
大川ひとみ本人は、自分はデザイナーというよりもプロデューサーであると考えていて、「MILK」のイメージ、ポリシーを守りつつ、スタッフの個性や情熱をプロデュースしながら制作を行ってきた。藤原ヒロシ、高橋盾、NIGOを見い出した際も、単に仲良くなりたかっただけで後の世代に何かを残そうという意識は無かったといい、一緒にいて楽しい、才能やセンスがある仲間たちとのチームが大切であると考えている。
「MILK」は、若い子が楽しめるファッションであることが原点であり、原宿から一貫して若い子向けのファッションを発信し続けている。純粋かつストレートにかっこよさを感じ取る子どもの感覚や、子どもから大人になろうとしている時期のキラキラとしたかわいらしさを大切にし、流行を先取りしすぎないことを心掛けている。実際には20代以上の「MILK」の愛用者も多く、若者に限らない客層の厚さがある。一方、大川ひとみ本人はボーイッシュなスタイルを好み、「MILK BOY」の服を愛用しており、顔が知れ渡ると行きたいところにも行きにくくなって自由が制約されることに加えて、お嬢様のブランドである「MILK」のイメージを大切にするために、顔写真が写り込む取材は基本的に避けていた。メディアへの露出自体、ブランドイメージへの影響を考慮して消極的である。また「MILK BOY」を愛用する大川ひとみは、「かわいい女の子のために、洋服を作ろう」といういわば裏方として制作をしており、自分が着たい服ばかり作ってもビジネスとして上手くいかないと語っている。
そして原宿という場所が大川ひとみの制作にとって重要な位置を占めている。原宿で若者たちの発散するエネルギーを大川ひとみを始めとするスタッフが受け止めていく中で、新たなデザインが生まれてくるという。大川ひとみは、「原宿は世界中で一番すてきで、強烈な個性があって、心を自由にしてくれる」街であると評価している。そして「心が自由であるというベースは物作りをする人間にとって、絶対必要な条件」であり、「ここ（原宿）でずっと仕事できて、すごく幸せ」であると語っている。